# Джордж Ніколсон
Джордж Ніколсон (англ. George Nicholson; 1847—1908) — британський садівник та ботанік.

## Біографія
Джордж Ніколсон народився у Ріпоні 7 грудня 1847 року в сім'ї садівника Джеймса Ніколсона. З 1873 року, після смерті Джона Сміта, Ніколсон працював садівником в Королівських ботанічних садах в К'ю. У 1886 році він був призначений куратором, на цій посаді Джордж пропрацював до 1901 року, після чого пішов на пенсію. У 1894 році Ніколсон відвідав США.
У 1875 році він одружився з Елізабет Нейлор Белл. У 1879 році вона померла у віці 28 років після народження сина.

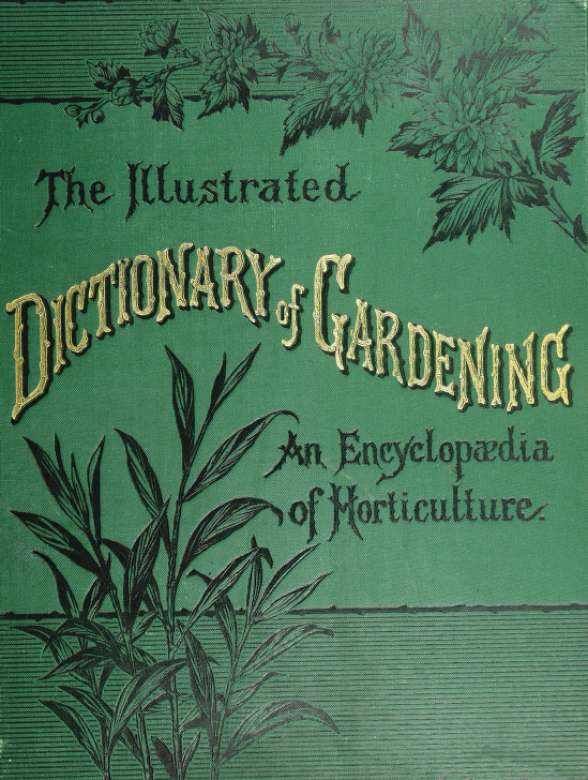

У 1894 році Ніколсон був удостоєний пам'ятної медалі Вейча Королівського садівничого товариства, у 1897 році — медалі пошани Вікторії. У 1898 році Ніколсон був обраний членом Лондонського Ліннеївського товариства.
Джордж Ніколсон помер 29 вересня 1908 року.
Ніколсон був автором «Ілюстрованого словника садівництва», що вийшов у Лондоні 1884—1887, з доповненням 1900 року, підготовленим більш ніж десятком інших садівників.

## Окремі наукові роботи
- Nicholson, G. The illustrated dictionary of gardening. — London, 1884—1887. — 4 vols.

## Роди рослин, названі на честь Дж. Ніколсона
- Neonicholsonia Dammer, 1901
- Nicholsoniella Kuntze, 1891, nom. superfl. [≡ Libertiella Speg. & Roum., 1880]